# Дусманис, Софоклис
Софоклис Дусманис (греч. Σοφοκλής Δούσμανης; 1868 — 1952) — греческий адмирал, отличившийся в Первую Балканскую войну. Дважды был командующим флотом и военным министром (в 1935 году).

## Биография
Софоклис Дусманис родился на острове Корфу в 1868 году в известной аристократической семье. Брат известного генерала Виктора Дусманиса. Закончил греческую военно-морскую академию в 1888 году. Окружающие считали его способным офицером и роялистом. После карьеры на флоте и в Генеральном штабе, перед самым началом Балканской войны, ему было доверено командование флагманским кораблём, только-что полученным из Италии броненосным крейсером «Георгиос Авероф».

## Первая Балканская война
На борту крейсера «Авероф» и под командованием контр-адмирала Павлоса Кунтуриотиса Софоклис Дусманис принял участие в двух победных морских сражениях против османского флота: сражении при Элли и сражении при Лемносе.

## Адмирал
В 1914 году Дусманису было присвоено звание контр-адмирала и поручено командование эскадрой броненосцев. В июне 1915 года Дусманис был назначен командующим флотом вместо адмирала Кунтуриотиса.
Будучи роялистом, во время Национального раскола в годы Первой мировой войны Дусманис встал на сторону короля Константина I, в то время как адмирал Кунтуриотис стал членом триумвирата в городе Салоники. В результате его приверженности королю, когда триумвират Венизелос-Кунтуриотис-Данглис в июне 1917 года распространил свою власть на всю страну, Дусманис был отправлен в отставку и, более того, выслан на остров Санторин.
После поражения Венизелоса на выборах 1920 года и возвращения в страну короля Константина Дусманис вернулся на флот сначала как командующий эскадрой Эгейского моря (январь-апрель 1921 года), позднее став командующим флотом (ноябрь 1921 -октябрь 1922).
Дусманис вышел в отставку в январе 1923 года в звании вице-адмирала. Во время попытки переворота, предпринятой генералом Пластирасом в 1935 году, Дусманис стал морским министром в правительстве Цалдариса (март-октябрь 1935 года) и получил звание адмирала флота. Одновременно (март 1935-январь 1936) Дусманис был председателем Фонда Флота, целью которого было собрать деньги для приобретения новых боевых кораблей и ремонта поврежденных во время попытки переворота.
В 1939 году Дусманис написал книгу воспоминаний о своей службе в качестве командира крейсера «Авероф».
Умер адмирал Дусманис в 1952 году в Афинах.

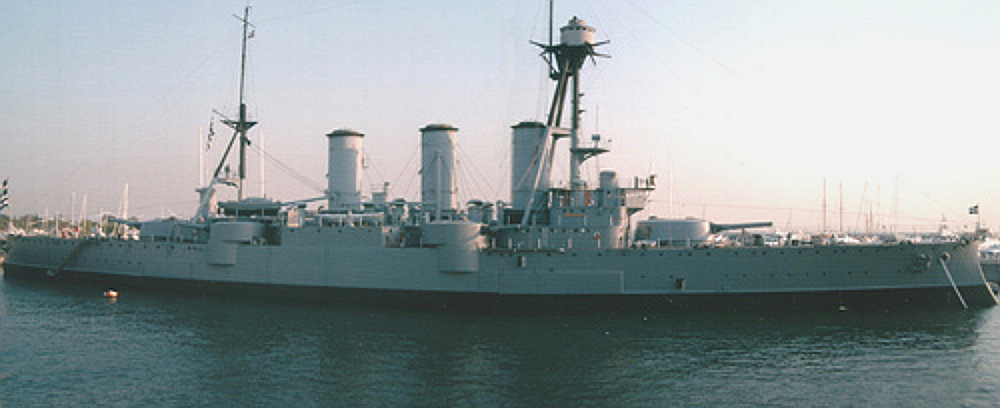
Броненосный крейсер «Георгиос Авероф».